# Gare de Retournac
Gare de Retournac vasútállomás Franciaországban, Retournac településen.

## Vasútvonalak
Az állomást az alábbi vasútvonalak érintik:
- Saint-Georges-d'Aurac-Saint-Étienne-Châteaucreux-vasútvonal

## Kapcsolódó állomások
A vasútállomáshoz az alábbi állomások vannak a legközelebb:
- Gare de Chamalières-sur-Loire
- Gare de Pont-de-Lignon